# هايلاند (كاليفورنيا)
هايلاند هي إحدى مدن مقاطعة سان بيرناردينو، كاليفورنيا. تم إعطاءها لقب مدينة في 24 نوفمبر، 1987.

## التركيبة السكانية
حدّد مكتب تعداد الولايات المتحدة بيانات التركيبة السكانية لهايلاند في تعداد الولايات المتحدة. في ما يلي، التركيبة السكانية حسب تعدادي 2000 و2010.

### تعداد عام 2000
بلغ عدد سكان هايلاند 44,605 نسمة بحسب تعداد عام 2000، وبلغ عدد الأسر 13,478 أسرة وعدد العائلات 10,780 عائلة مقيمة في المدينة. في حين سجلت الكثافة السكانية 922.7 نسمة لكل كيلومتر مربع (2,389.8/ميل2). وبلغ عدد الوحدات السكنية 14,858 وحدة بمتوسط كثافة قدره 307.4 لكل كيلومتر مربع (796.2/ميل2).
وتوزع التركيب العرقي للمدينة بنسبة 56.25% من البيض و12.11% من الأمريكيين الأفارقة و1.30% من الأمريكيين الأصليين و6.14% من الأمريكيين ذوي الأصول الآسيوية و0.34% من سكان جزر المحيط الهادئ و18.62% من الأعراق الأخرى و5.23% من عرقين مختلطين أو أكثر و36.64% من الهسبانيون أو اللاتينيون من أي عرق.
بلغ عدد الأسر 13,478 أسرة كانت نسبة 53.5% منها لديها أطفال تحت سن الثامنة عشر تعيش معهم، وبلغت نسبة الأزواج القاطنين مع بعضهم البعض 55.1% من أصل المجموع الكلي للأسر، ونسبة 19% من الأسر كان لديها معيلات من الإناث دون وجود شريك،  بينما كانت نسبة 6% من الأسر لديها معيلون من الذكور دون وجود شريكة وكانت نسبة 20% من غير العائلات. تألفت نسبة 15.4% من أصل جميع الأسر من عدة أفراد يعيشون في نفس المنزل ونسبة 4.8% كانت تتألف من شخص يعيش بمفرده يبلغ من العمر 65 عاماً أو أكثر. وبلغ متوسط حجم الأسرة المعيشية 3.29، أما متوسط حجم العائلات فبلغ 3.64.
بلغ العمر الوسطي للسكان 29.3 عاماً. وكانت نسبة 35.5% من القاطنين تحت سن الثامنة عشر، وكانت نسبة 9% بين الثامنة عشر والرابعة والعشرين عاماً، ونسبة 29.8% كانت واقعةً في الفئة العمرية ما بين الخامسة والعشرين والرابعة والأربعين عاماً، ونسبة 18.7% كانت ما بين الخامسة والأربعين والرابعة والستين، ونسبة 6.4% كانت ضمن فئة الخامسة والستين عاماً فما فوق. يوجد لكل 100 أنثى 95.2 ذكر، ويوجد لكل 100 أنثى في الثامنة عشر من عمرها فما فوق 91.5 ذكر.
بلغ متوسط دخل الأسرة في المدينة 41,230 دولارًا، أما متوسط دخل العائلة فبلغ 43,649 دولارًا. وكان متوسط دخل الذكور 38,695 دولارًا مقابل 27,308 دولارًا للإناث. وسجل دخل الفرد الخاص بالمدينة 16,039 دولارًا. وكانت نسبة 17.5% من العائلات ونسبة 21.5% من السكان تحت خط الفقر، وكان من هؤلاء نسبة 29.4% تحت سن الثامنة عشر ونسبة 10.9% في الخامسة والستين من العمر وما فوق.

### تعداد عام 2010
بلغ عدد سكان هايلاند 53,104 نسمة بحسب تعداد عام 2010، وبلغ عدد الأسر 15,471 أسرة وعدد العائلات 12,542 عائلة مقيمة في المدينة. في حين سجلت الكثافة السكانية 1,098.6 نسمة لكل كيلومتر مربع (2,845.4/ميل2). وبلغ عدد الوحدات السكنية 16,578 وحدة بمتوسط كثافة قدره 342.9 لكل كيلومتر مربع (888.1/ميل2).
وتوزع التركيب العرقي للمدينة بنسبة 52.42% من البيض و11.09% من الأمريكيين الأفارقة و1.02% من الأمريكيين الأصليين و7.45% من الأمريكيين ذوي الأصول الآسيوية و0.32% من سكان جزر المحيط الهادئ و22.27% من الأعراق الأخرى و5.44% من عرقين مختلطين أو أكثر و48.12% من الهسبانيون أو اللاتينيون من أي عرق.
بلغ عدد الأسر 15,471 أسرة كانت نسبة 51.2% منها لديها أطفال تحت سن الثامنة عشر تعيش معهم، وبلغت نسبة الأزواج القاطنين مع بعضهم البعض 54.8% من أصل المجموع الكلي للأسر، ونسبة 18.6% من الأسر كان لديها معيلات من الإناث دون وجود شريك،  بينما كانت نسبة 7.6% من الأسر لديها معيلون من الذكور دون وجود شريكة وكانت نسبة 18.9% من غير العائلات. تألفت نسبة 14.6% من أصل جميع الأسر من عدة أفراد يعيشون في نفس المنزل ونسبة 4.9% كانت تتألف من شخص يعيش بمفرده يبلغ من العمر 65 عاماً أو أكثر. وبلغ متوسط حجم الأسرة المعيشية 3.42، أما متوسط حجم العائلات فبلغ 3.74.
بلغ العمر الوسطي للسكان 30.6 عاماً. وكانت نسبة 31.9% من القاطنين تحت سن الثامنة عشر، وكانت نسبة 11.1% بين الثامنة عشر والرابعة والعشرين عاماً، ونسبة 26.1% كانت واقعةً في الفئة العمرية ما بين الخامسة والعشرين والرابعة والأربعين عاماً، ونسبة 23.3% كانت ما بين الخامسة والأربعين والرابعة والستين، ونسبة 7.7% كانت ضمن فئة الخامسة والستين عاماً فما فوق. وتوزع التركيب الجنسي للسكان بنسبة 48.7% ذكور و51.3% إناث.

## المناخ
يظهر الجدول التالي التغييرات المناخية على مدار السنة لهايلاند:
| البيانات المناخية لـهايلاند       | البيانات المناخية لـهايلاند | البيانات المناخية لـهايلاند | البيانات المناخية لـهايلاند | البيانات المناخية لـهايلاند | البيانات المناخية لـهايلاند | البيانات المناخية لـهايلاند | البيانات المناخية لـهايلاند | البيانات المناخية لـهايلاند | البيانات المناخية لـهايلاند | البيانات المناخية لـهايلاند | البيانات المناخية لـهايلاند | البيانات المناخية لـهايلاند | البيانات المناخية لـهايلاند |
| الشهر                             | يناير                       | فبراير                      | مارس                        | أبريل                       | مايو                        | يونيو                       | يوليو                       | أغسطس                       | سبتمبر                      | أكتوبر                      | نوفمبر                      | ديسمبر                      | المعدل السنوي               |
| --------------------------------- | --------------------------- | --------------------------- | --------------------------- | --------------------------- | --------------------------- | --------------------------- | --------------------------- | --------------------------- | --------------------------- | --------------------------- | --------------------------- | --------------------------- | --------------------------- |
| متوسط درجة الحرارة الكبرى °ف (°م) | 70 (21)                     | 72 (22)                     | 75 (24)                     | 80 (27)                     | 85 (29)                     | 94 (34)                     | 100 (38)                    | 101 (38)                    | 99 (37)                     | 86 (30)                     | 79 (26)                     | 70 (21)                     | 84 (29)                     |
| متوسط درجة الحرارة الصغرى °ف (°م) | 42 (6)                      | 43 (6)                      | 46 (8)                      | 50 (10)                     | 53 (12)                     | 59 (15)                     | 64 (18)                     | 66 (19)                     | 64 (18)                     | 59 (15)                     | 49 (9)                      | 43 (6)                      | 53 (12)                     |
| [بحاجة لمصدر]                     |                             |                             |                             |                             |                             |                             |                             |                             |                             |                             |                             |                             |                             |

## أعلام
- تشارلز إي. يونغ
- ميخائيل بي كولاكوف
- فرانك فابلر